# Міжнародне інформаційне право
Міжнародне інформаційне право — це комплексна галузь міжнародного права про відносини в інформаційній сфері у міжнародному співтоваристві.
Комплексність міжнародного інформаційного права полягає у тому, що воно формується за об'єктною ознакою (інформацією) на основі методів (методології) міжнародного публічного права та міжнародного приватного права.
За сутністю міжнародне інформаційне право може розглядатися як: сфера міжнародних відносин (щодо інформації); напрямок наукових досліджень; навчальна дисципліна.